# Сабурка (кордон)
Сабурка — кордон в Костромском районе Костромской области. Входит в состав Середняковского сельского поселения.

## География
Находится в юго-западной части Костромской области на расстоянии приблизительно 10 км на юг по прямой от железнодорожной станции Кострома-Новая в правобережной части района на левом берегу реки Кубань.

## История
В 1907 году здесь (тогда хутор) отмечен был 1 двор.

## Население
Постоянное население составляло 5 человек (1897 год), 7 (1907), 3 в 2002 году (русские 67 %, таджики 33 %), 3 в 2022.